# سندرم جنگ خلیج فارس
سندرم جنگ خلیج فارس که بیماری خلیج فارس هم خوانده می‌شود، یک اختلال مزمن چند علایمی است که کهنه سربازان بازگردنده و کارگران غیرنظامی در جنگ خلیج فارس را تحت‌الشعاع قرار می‌دهد.
عوارض مزمن زیادی از جمله خستگی، درد عضلانی، مشکلات حسی بدان نسبت داده شده‌است.

## عوامل عصبی سارین
بسیاری از علایم سندرم جنگ خلیج فارس مشابه علایم مسمومیت organophosphate، گاز خردل، و گاز عصبی هستند.
سندرم خلیج فارس (به انگلیسی: Gulf War syndrome) که پس از وقوع جنگ خلیج فارس و حمله عراق به کویت به دلیل بروز مجموعه عوارض و علائمی از بیماری‌های پوستی و ژنتیکی، از سال ۱۹۹۱ تاکنون توجه محافل علمی و پژوهشی بسیاری را در زمینه‌های پزشکی و محیط زیست به خود جلب کرده‌است، از نظر تأثیر احتمالی آن در ایران، تاکنون مورد بررسی و تحقیق قرار نگرفته‌است.
دکتر سید رضا امامی رئیس مرکز پژوهش‌های سلامت خلیج فارس در این باره گفت: «سندرم خلیج فارس که به دلیل بروز و شیوع مجموعه علائم و عوارض پزشکی در میان سربازان درگیر در جنگ خلیج فارس، سال‌ها مورد توجه و تحقیق پژوهشگران خارجی در کشورهای اروپایی و آمریکایی قرار گرفته در ایران هنوز بررسی و پژوهش نشده‌است.»
وی در ادامه افزود: «با وجود همجواری ایران با کشورهای حوزه خلیج فارس، به دلیل فقدان هرگونه برنامه مطالعاتی در این زمینه، در مورد احتمال سرایت برخی از بیماری‌ها یا بروز برخی از علائم آن در نواحی مرزی ایران نمی‌توان هیچ اظهارنظری کرد.»
وی در عین حال با توجه به همجواری ایران با کشورهای حاشیه خلیج فارس، اجرای یک طرح
تحقیقاتی در این زمینه را ضروزی و لازم دانست که می‌تواند روشنگر برخی ابهامات در این زمینه باشد.
سندرم جنگ خلیج فارس، اساساً به مجموعه‌ای از علائم گفته می‌شود که شامل علائمی چون بیماری‌های پوستی، عوارض طولانی مدت عصبی و روانی، اختلالات مادرزادی در میان نوزادان مناطق جنگ زده یا فرزندان سربازان آمریکایی درگیر در جنگ می‌شود. محافل نظامی و پزشکی در همان ایام، علت اصی بروز این علائم را استفاده از موارد رادیو اکتیو از جمله اورانیوم فقیر شده در پوسته ابزار و ادوات نظامی به کار برده شده از سوی نیروهای ائتلاف در جنگ خلیج‌فارس اعلام کرده بودند.
محافل پزشکی همچنین به دلایل احتمالی دیگری که در ایجاد این سندرم نقش مهمی داشته‌اند اشاره کرده‌اند که از جمله می‌توان به کاربرد مواد ضد بمب‌های شیمیایی، واکسیناسیون‌های متعدد علیه سلاح‌های میکروبی، قرار گرفتن در معرض گاز خردل و گاز اعصاب و اکسیدهای ازت (NOX) و دی‌اکسید گوگرد (SO2) ناشی از سوختن چاه‌های نفت اشاره کرد.
بنا به گزارش صلح سبز جهانی در جنگ دوم خلیج فارس، ۶۰۰ حلقه چاه نفت توسط نیروهای عراقی به آتش کشیده شد و شعله‌های ناشی از ۶۷ میلیون تن نفت به صورت پرده ضخیمی سراسر منطقه‌ای به وسعت ۱۵۰۰۰ کیلومتر مربع را فرا گرفت.
در پی این اقدام، در ایران نیز به دلیل سوختن اکسیدهای کربن و گوگرد که عامل باران‌های اسیدی است، همانند دیگر کشورهای همسایه عربستان سعودی و کویت، باران سیاه اسیدی فرود آمد.
هم اکنون در سومین جنگ هزاران تن ماده منفجره در زیست‌بوم کشور عراق منفجر شده‌است. از آنجا که اورانیوم ضعیف شده در محیط می‌ماند، بدون شک تأثیرات منطقه‌ای این جنگ بر محیط زیست کشور ما نیز مؤثر خواهد بود. بنا براین ضروری است تا برنامه مطالعاتی ویژه ای برای بررسی و پیشگیری از آثار احتمالی جنگ خلیج فارس در منطقه از سوی دستگاه‌های علمی، بهداشتی و زیست‌محیطی مناطق مرزی برای بررسی اثرات زیست‌محیطی جنگ و تأثیر آن بر سلامت مردم منطقه انجام گیرد.

### اورانیوم ضعیف شده

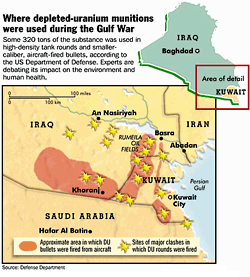
نبردهای عمده جنگ که در آنها از اورانیوم استفاده شده.

اورانیوم ضعیف شده برای اولین بار در جنگ خلیج فارس استفاده شد و گفته شده یکی از علل سندرم جنگ خلیج فارس است.
جنگ خلیج فارس  شامل مجموعه ای از ترسناک ترین و ویرانگرترین سلاح های قرن بیستم بود. سلاح‌های هسته‌ای، شیمیایی و بیولوژیکی همگی برای استفاده آماده شده بودند، که هر کدام توانایی ایجاد تلفات هنگفت در بین دوست و دشمن را داشتند.